# آشوت قازاریان (شهردار)
آشوت قازاریان (ارمنی: Աշոտ Ղազարյան؛ زادهٔ ۱۹۰۲ - درگذشته nil) یک سیاستمدار اهل ارمنستان که از تاریخ ۴ سپتامبر ۱۹۴۴ تا تاریخ ۲ آوریل ۱۹۴۵ سمت شهردار ایروان را برعهده داشت.

## زندگی‌نامه
در ۱۹۰۲ در آلکساندراپول به دنیا آمد و از دانشگاه فنی گرجستان فارغ‌التحصیل شد.  تاریخ درگذشت وی نامعلوم است.